# ماساشی آندو
ماساشی آندو (انگلیسی: Masashi Ando؛ زادهٔ ۱۷ ژانویهٔ ۱۹۶۹) پویانما، مانگاکا، و کارگردان فیلم اهل ژاپن است.